# Amrei Fechner

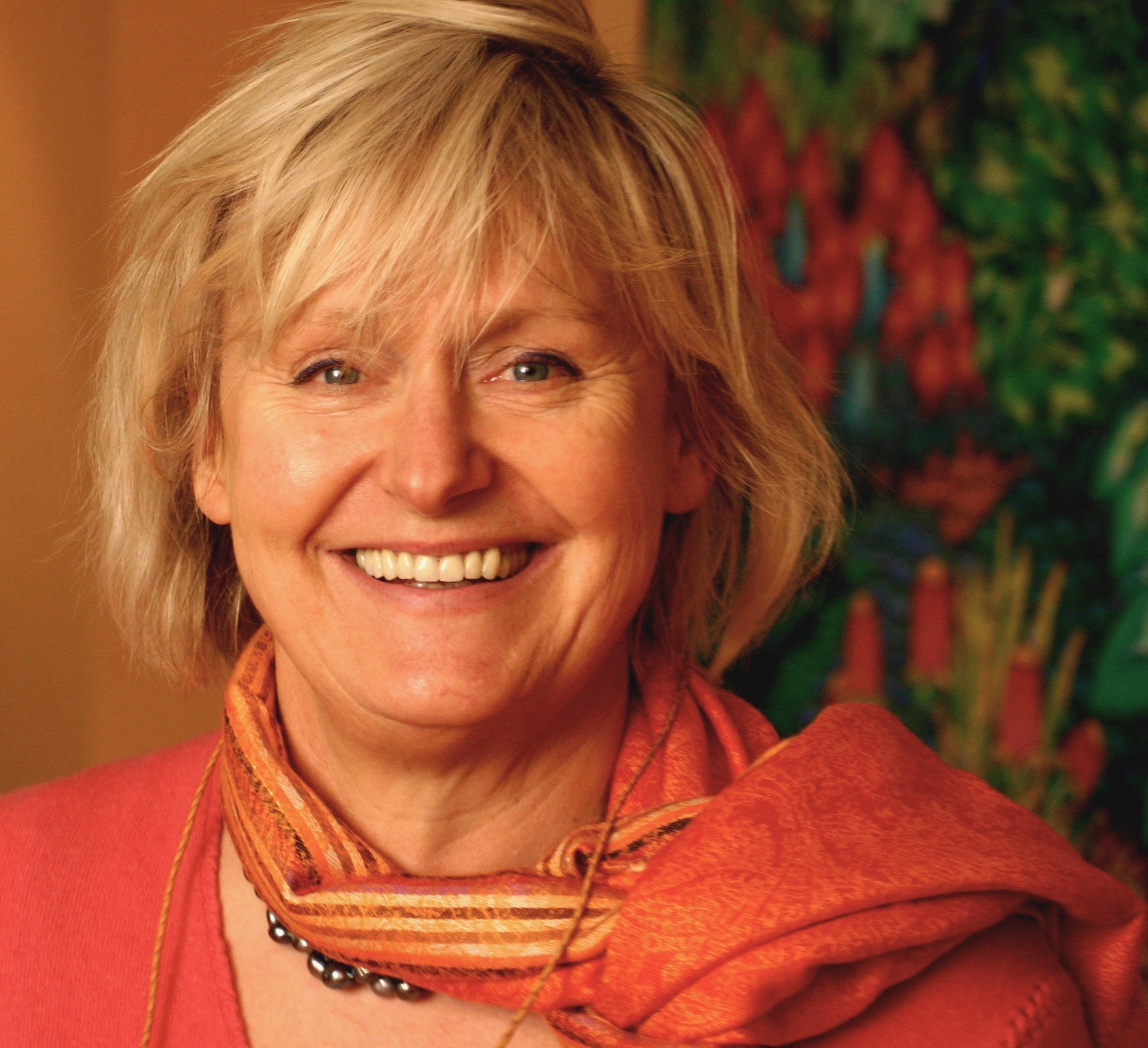
Amrei Fechner, 2001

Amrei Fechner (* 25. Februar 1946 in Isny im Allgäu, gebürtig Amrei Katharina Sell) ist eine deutsche Autorin und Illustratorin von Kinder- und Bilderbüchern sowie Malerin.

## Beruflicher Werdegang

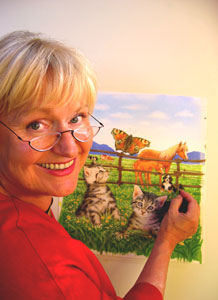
Amrei Fechner im Atelier, 2004

Amrei Fechner wurde 1946 auf einem Bauernhof im Allgäu geboren, wo ihre Eltern gegen Ende des Zweiten Weltkrieges aus München evakuiert worden waren. Ihr Vater war der Architekt, Maler und Goldschmied Paul Reiner Sell. 1947 bereits zog die Familie wieder nach München und 1951 nach Düsseldorf, wo Amrei Sell die Schule bis zum Abitur besuchte. Das Talent zum Zeichnen und Malen zeigte sich in dem der Kunst sehr aufgeschlossenen Elternhaus früh und deshalb besuchte bereits die 12-Jährige die Peter-Behrens-Werkkunstschule in Düsseldorf und belegte mit 16 Abendkurse in Aktmalerei. Sie gewann Zeichenwettbewerbe und Ausschreibungen für Plakatgestaltung. Nach dem Abitur studierte sie von 1965 bis 1970 Freie Kunst, Kunstgeschichte und Buchgestaltung an der Akademie der bildenden Künste in München, der Hochschule für bildende Künste Braunschweig und der Hochschule für bildende Künste Hamburg.
Bereits während des Studiums bekam sie erste Aufträge zur Buchillustration. Ihre ersten eigenen Bilderbücher erschienen beim Paul Reiner Sell Verlag und Annette Betz Verlag. Nach ihrem ersten Bilderbuchbestseller „Erni und Berni gehen spazieren“ erschienen 1973 im Verlag Herder mit 23 Auflagen war der Weg in der Kinderbuchszene geebnet.  Es folgten mehrere erfolgreiche Bücher bei weiteren Verlagen, wie Carlsen Verlag, Loewe Verlag oder auch  Fabbri & Praeger. Ihr erstes auch international erschienenes Buch Straßenbahn 1. Klasse zusammen mit dem Geschichtenerzähler Alfons Schweiggert wurde 1975 im Parabel Verlag veröffentlicht. Kurz darauf im Jahre 1976 erschien ihr erstes Buch beim Ravensburger Buchverlag Ich bin der kleine Löwe. Seit 1976 ist Amrei Fechner als freischaffende Bilderbuchautorin für den Ravensburger Buchverlag tätig und es erschienen in der Verlagsgeschichte durch diese Kooperation über 80 Bilderbücher (Stand: 2016). In 50 Berufsjahren veröffentlichte sie über 100 Titel mit Lizenzausgaben in der ganzen Welt – vorrangig Frankreich, Großbritannien, Italien, Niederlande, Dänemark, Kroatien, Slowenien, Spanien, USA, China, Japan, Korea – bei 15 Verlagen in einer Gesamtauflage von über 15 Millionen Exemplaren (Stand: 2020).
Seit dem Jahre 2015 widmet sich Amrei Fechner fast ausschließlich ihrem zweiten Beruf als Malerin unter ihrem Familiennamen Amrei Sell. Als Malerin war sie bereits während ihres Kunststudiums erfolgreich und ihre Bilder wurden unter anderem vom Lenbachhaus in München angekauft. Inzwischen hängen ihre Bilder bei zahlreichen privaten Sammlern und öffentlichen Institutionen. Sie ist Mitglied beim BBK und bei der GEDOK.

## Künstlerischer Ansatz
Amrei Fechners Pappbilderbücher fanden in der deutschen und der internationalen Fachwelt Beachtung. 1979 erhielt sie den Bologna Ragazzi Award in der Preiskategorie 'Premio critici in erba' für ihr Buch Ich bin der kleine Elefant. Für das Buch Großer Geist und kleiner Kreuzschnabel erhielt sie 1990 als Illustratorin den Österreichischen Kinder- und Jugendbuchpreis zusammen mit dem Geschichtenerzähler Wilhelm Meissel.
Bereits in ihrem ersten Bilderbuch Erni & Berni gehen spazieren wird durch das Mittel der genauen, realistischen Illustration dem 3-jährigen Kind das Wiedererkennen und Benennen seiner kindlichen Erlebniswelt leicht gemacht. In dem 1976 im Ravensburger Buchverlag entwickelten Tierbuch Ich bin der kleine Löwe verwendet die Künstlerin erstmals eine malerische, aber trotzdem detailgenaue und realistische Darstellungsform, bei der die Tiere in die Landschaft eingebettet sind und das kleine Kind direkt und emotional ansprechen. Diese Art der Gestaltung war neu und stand im Gegensatz zur damaligen mehr grafischen und abstrahierenden Form der Darstellung im Kinderbuch wie bei Dick Bruna oder Leo Lionni perfektioniert. Ihre Bilder in diesem neuartigen malerischen Realismus wurden schnell zu ihrem internationalen Markenzeichen, von den Eltern, Großeltern, Erziehern geschätzt und von den Kindern geliebt. Entsprechend folgten dem ersten Band in der langen Ravensburger Reihe 'Ich bin der/die kleine...' weitere 7 Bände mit dem gleichen detailgenauen Konzept, das später dann auch von anderen Illustratoren wie Helmut Spanner, Wolfgang deHaen und Gerda Muller in der gleichnamigen Reihe realisiert wurde.
Zeit ihres Schaffens sieht man in den Werken aber auch die Freude daran, ihr Können in unterschiedlichen Stilformen unter Beweis zu stellen. In den 70er Jahren dominierten farbige, filigrane Federzeichnungen ihren Stil. Ebenso erschien 1975 jedoch auch ihr mit der Technik Acryl auf Leinwand umgesetztes Buch Straßenbahn 1. Klasse. Auch in den 80er und 90er Jahren blieb sie ihrer starken, künstlerischen Neigung zum Austesten künstlerischer Stilrichtungen in der Kinderbuchillustration treu. So erschien 1989 ihr preisgekröntes Buch Großer Geist und kleiner Kreuzschnabel im für die Kinderbuchillustration neuartigen Stil der künstlerischen Malerei auf Seide. 1997 erschien das im Aquarellstil gehaltene Buch Such mich. Fühl mich. Zähl mich.
Ebenso in ihrer zweiten Profession, der Malerei, zeigt sich ihr Werk auf vielfältige Weise. In den 70er Jahren nach ihrem Studium malte sie in der Technik Acryl auf Leinwand gehaltene, fotorealistische Straßenbahnszenen mit entindividualisierten Gesichtern. Dem setzte sie ab Ende der 1980er Jahre „zauberhaft-exotisch bunte Welten, phantastische Bilder unter und über Wasser, im Dschungel, im Garten Eden, im Paradies“ entgegen; so der Journalist Walter Hoffmann 2018 anlässlich ihrer Retrospektive im Marstall am See. Anfang des neuen Jahrtausends von 2001 bis 2008 brachte sie laut Hoffmann „eine Synthese zwischen Bildtechnologie und freier Gestaltung auf die Leinwand. Die Farben erhalten eine distanzierende Ordnung, wie das Buchstabieren der Bilder in seine Grundelemente.“ Nach 2008 wendet sich ihr Werk zusehends der Abstraktion hin. Rückblickend fasst die Malerin ihr künstlerisches Schaffen bis dato wie folgt zusammen: „Die Freude und Spannung bei der Auseinandersetzung mit der Malerei und der Auslotung ihrer Möglichkeiten und Grenzen bilden die Grundlage meiner Tätigkeit. [...] Mich selbst und andere zu überraschen und zu erfreuen ist das wesentliche Motiv meiner Malerei. Beim Malen denke ich nicht in Worten, sondern in Farben und Formen. Es ist ein Testen und Ausprobieren was geht [...] Das Spielerische und das Experimentelle stehen im Zentrum – beides hat das Leben für mich spannend gemacht seit ich denken kann.“

## Illustrationen von Pappbilderbüchern (Auswahl)
- Kannitverstan. Paul Reiner Sell Verlag, Düsseldorf 1969
- Der Kinder Wunderhorn. Federzeichnungen zu alten deutschen Kindergedichten, gesammelt von Clemens von Brentano und Achim von Arnim, Annette Betz Verlag, München 1971
- Kopfkissenbuch für Kinder. Text Hans Baumann, Anette Betz Verlag, München 1972
- Der große Schnurrbarttiger. Federzeichnungen zu Tierfabeln von Hans Andreus, Loewe Verlag, Bindlach 1973
- Die Ziege läuft den Berg hinauf. Carlsen Verlag, Hamburg 1973
- Erni & Berni gehen spazieren. Herder Verlag, Freiburg 1973
- Rische, Rasche, Plaudertasche. Carlsen Verlag, Hamburg 1973
- Schmetterlingsjagd. Fabbri & Praeger, München 1973
- Was sind das für Sachen? Carlsen Verlag, Hamburg 1973
- Das Schlafmützenbuch. Text Hans Baumann, Anette Betz Verlag, München 1974
- Das Spatzenballett. Text Friedl Hofbauer, Loewe Verlag, Bindlach 1974
- Gisa und Lisa. Herder Verlag, Freiburg 1974
- Auch ein Elefant fängt klein an. Text Alfons Schweiggert, Herder Verlag, Freiburg 1975
- Straßenbahn 1. Klasse. Text Alfons Schweiggert, Parabel Verlag, München 1975
- Ich bin der kleine Löwe. Ravensburger Buchverlag, Ravensburg 1976
- Allerlei Beine. Text Alfons Schweiggert, Herder Verlag, Freiburg 1977
- Ein Hase sitzt in meinem Garten. Text Josef Guggenmos, Ravensburger Buchverlag, Ravensburg 1977
- Tiere bei uns. Text Christine Adrian, Ravensburger Buchverlag, Ravensburg 1977
- Ich bin der kleine Elefant. Ravensburger Buchverlag, Ravensburg 1978
- Im Zirkus Mikemakemaunz. Text Alfons Schweiggert, Herder Verlag, Freiburg 1979
- Tiere in der weiten Welt. Text Christine Adrian, Ravensburger Buchverlag, Ravensburg 1979
- Wenn der Hahn nicht kräht. Text Max Kruse, Annette Betz Verlag, München 1979
- Ich bin der kleine Hund. Ravensburger Buchverlag, Ravensburg 1982
- Ich will mit der Sonne gehen. Text Max Kruse, Ravensburger Buchverlag, Ravensburg 1984
- Große Tiere. Ravensburger Buchverlag, Ravensburg 1984
- Kleine Tiere. Ravensburger Buchverlag, Ravensburg 1984
- Ich bin das kleine Pony. Ravensburger Buchverlag, Ravensburg 1985
- Xandi und das Ungeheuer. Text von Tilde Michels, Annette Betz Verlag, München 1986
- Vom Kätzchen, das nicht schnurren konnte.Text Eve Titus, Ravensburger Buchverlag, Ravensburg 1988
- 1989: Großer Geist und kleiner Kreuzschnabel. Text Wilhelm Meissel, St. Gabriel Verlag, Mödling in Österreich1989
- Mein kleiner Hund. Ravensburger Buchverlag, Ravensburg 1989
- Meine kleine Katze. Ravensburger Buchverlag, Ravensburg 1989
- Was die Frühlingssonne macht. Ravensburger Buchverlag, Ravensburg 1989
- Benno geistert durchs Haus. Ravensburger Buchverlag, Ravensburg 1990
- Benno findet Freunde. Ravensburger Buchverlag, Ravensburg 1990
- Ich bin das kleine Eichhörnchen. Ravensburger Buchverlag, Ravensburg 1991
- Komm herein. Verlag ars edition, München 1991
- Oster Mix-Max. Ravensburger Buchverlag, Ravensburg 1991
- Ich bin der kleine Tiger. Ravensburger Buchverlag, Ravensburg 1992
- Mein buntes Tierbuch. Text Christine Adrian, Ravensburger Buchverlag, Ravensburg 1992
- Meine ersten Tiere. Ravensburger Buchverlag, Ravensburg 1993
- Kennst Du das kleine Pony? Ravensburger Buchverlag, Ravensburg 1994
- Kennst Du die kleine Katze? Ravensburger Buchverlag, Ravensburg 1994
- Kennst Du den kleinen Hund? Ravensburger Buchverlag, Ravensburg 1994
- Kennst Du die kleine Ente? Ravensburger Buchverlag, Ravensburg 1994
- Spiel mit im Streichelzoo. Ravensburger Buchverlag, Ravensburg 1994
- Ich bin das kleine Meerschweinchen. Ravensburger Buchverlag, Ravensburg 1996
- Mein großes Tierbuch. Ravensburger Buchverlag, Ravensburg 1996
- Alle meine Tiere. Text Gisela Stottele, Ravensburger Buchverlag, Ravensburg 1997
- Such mich. Fühl mich. Zähl mich. Ravensburger Buchverlag, Ravensburg 1997
- Meine Tiere auf dem Bauernhof. Text Andrea Erne, Ravensburger Buchverlag, Ravensburg 1997
- Komm mit mir ins Wörterland. Text Georg Telemann, Verlag Kerle, Freiburg 1997
- Ich bin der kleine Bär. Ravensburger Buchverlag, Ravensburg 1998
- Spiel mit dem kleinen Affen. Ravensburger Buchverlag, Ravensburg 1998
- 10 kleine Hunde. Text Andrea Erne, Ravensburger Buchverlag, Ravensburg 1999
- Mein erstes Tierlexikon. Text Claudia Toll, Ravensburger Buchverlag, Ravensburg 1999
- Meine liebsten Bauernhoftiere. Ravensburger Buchverlag, Ravensburg 1999
- Meine liebsten Tierbabys. Ravensburger Buchverlag, Ravensburg 1999
- Spiel mit dem kleinen Kätzchen. Ravensburger Buchverlag, Ravensburg 2000
- 10 kleine Katzen. Ravensburger Buchverlag, Ravensburg 2001
- Puzzlebuch Große und Kleine Tiere. Ravensburger Buchverlag, Ravensburg 2003
- Wir Tierkinder vom Bauernhof. Ravensburger Buchverlag, Ravensburg 2004
- Unsere liebsten Tierkinder. Ravensburger Buchverlag, Ravensburg 2005
- Fühl mal die Tiere auf dem Bauernhof. Ravensburger Buchverlag, Ravensburg 2005
- Mein erstes Tierbilderbuch. Ravensburger Buchverlag, Ravensburg 2006
- Meine Lieblingstiere von A – Z. Ravensburger Buchverlag, Ravensburg 2007
- Katze, Hund und Entenkind. Ravensburger Buchverlag, Ravensburg 2009
- Sachen suchen. Alle meine Tiere. Ravensburger Buchverlag, Ravensburg 2016

## Auszeichnungen
Amrei Fechners Pappbilderbücher fanden in der deutschen und der internationalen Fachwelt Beachtung. 1979 erhielt sie den Bologna Ragazzi Award in der Preiskategorie 'Premio critici in erba' für ihr Buch Ich bin der kleine Elefant. Für das Buch Großer Geist und kleiner Kreuzschnabel erhielt sie 1990 als Illustratorin den Österreichischen Kinder- und Jugendbuchpreis zusammen mit dem Geschichtenerzähler Wilhelm Meissel.

## Einzelausstellungen (Auswahl)
- Galerie Engelhorn, München
- University of Maryland, München
- Galerie Fred Jahn, München
- Galerie Knobloch, München
- Galerie Seven Down, München
- Galerie Frankengasse, Zürich
- Galerie Hell, München

## Gruppenausstellungen (Auswahl)
- Haus der Kunst, München
- Galerie der Künstler Maximilianstrasse, München
- Art Cologne, Köln
- Art Düsseldorf, Düsseldorf
- Junge Kunst, München
- Die Hornissen, München
- Augsburger Zeughaus, Augsburg
- 20 Positionen, Tutzing
- Kunsthaus Alter Botanischer Garten, München